# جيليان بانفيلد
جيليان بانفيلد (بالإنجليزية: Jillian Banfield)‏ هي عالمة أحياء دقيقة وعالمة كيمياء حيوية وجيولوجية أسترالية وأمريكية، ولدت في 18 أغسطس 1959 في آرمدال في أستراليا.